# Minuartia hybrida
Minuartia hybrida là loài thực vật có hoa thuộc họ Cẩm chướng. Loài này được (Vill.) Schischk. mô tả khoa học đầu tiên năm 1936.